# 越谷市立花田小学校
越谷市立花田小学校（こしがやしりつ はなたしょうがっこう）は、埼玉県越谷市花田にある公立小学校。

## 沿革
- 1990年 - 越谷市立東越谷小学校、越谷市立鷺後小学校、越谷市立増林小学校から分離して越谷市立花田小学校として開校[1]

## 教育目標
「心豊かにたくましく生きる」
- 自ら進んで学ぶ子
- 思いやりのある子
- たくましい心と体をもつ子[1]

## 通学区域
- 花田一丁目 - 全域
- 花田二丁目 - 全域
- 花田三丁目 - 全域
- 花田四丁目 - 全域
- 花田五丁目 - 全域
- 花田六丁目 - 全域
- 東越谷六丁目 - 一部
- 宮前一丁目 - 全域
- 越ヶ谷 - 一部[2]